# Запорожец, Герасим Иванович
Герасим Иванович Запоро́жец (укр. Герасим Іванович Запорожець; 1913 — 1995) — советский новатор производства, машинист тяжёлой врубовой машины шахты № 28 треста «Снежнянантрацит» комбината «Сталинуголь».

## Биография
Родился в 1913 году в селе Вергуны (ныне — Черкасская область, Украина).
С 1930 года работал в колхозе в родном селе, потом на шахте в Донбассе.
Участник Великой Отечественной войны.
С 1945 года машинист тяжёлой врубовой машины шахты № 28 треста «Снежнянантрацит» комбината «Сталинуголь» Министерства угольной промышленности южных и западных районов СССР.
Усовершенствовав машину, в несколько раз увеличил добычу угля, доведя выработку до 14 тысяч тонн в месяц (в среднем по Донбассу — чуть более 2 тысяч).
Депутат ВС УССР 2 созыва (1947—1951)

## Награды и премии
- орден Красной Звезды (4.6.1945)
- орден Отечественной войны I степени (6.4.1985)
- две медали «За отвагу» (2.10.1944; 8.2.1945)
- Сталинская премия третьей степени (1947) — за усовершенствование методов эксплуатации врубовых машин, обеспечивших высокую производительность труда и увеличение добычи угля